# La Seine à Asnières

La Seine à Asnières est le titre de deux huiles sur toile du peintre impressionniste français Claude Monet, l'une conservée au musée de l'Ermitage de Saint-Pétersbourg, l'autre au musée Wallraf-Richartz de Cologne. Elles datent de 1873 (quelques mois après son tableau Impression, soleil levant) et mesurent respectivement 46,4 × 55,5 cm, et 55 × 74 cm.

La Seine à Asnières (1873), Claude Monet, Wallraf-Richartz-Museum, Inv.-Nr. Dep. 0784 FC (Catalogue raisonné W 269)

Elles représentent la Seine à Asnières au nord-ouest de Paris avec des  péniches amarrées, par une fin d'après-midi. Cette commune, récemment reliée à Paris par le chemin de fer par la gare Saint-Lazare, était alors une petite ville en voie d'industrialisation abritant une population ouvrière et de petits bourgeois qui y faisaient construire des pavillons à meulières ou en briques, tels qu'on les voit sur le quai en face, avec leurs jardinets plantés d'arbres. Monet y venait peindre sur le motif avec ses amis. Il habitait alors plus au nord, à Argenteuil, également au bord de la Seine.
La toile du musée de l'Ermitage, provenant d'une collection allemande (Alice Meyer, née Sieveking), est entrée au musée de l'Ermitage après la Seconde Guerre mondiale au titre de réparation de dommages de guerre infligés à l'URSS. Elle est montrée au public depuis 1995.
Celle du musée Wallraf-Richartz a été spoliée pendant la Seconde Guerre mondiale, puis restituée à sa propriétaire, avant d'être vendue par ses héritiers. 